# Carlo Campanella
Carlo Antonio Campanella (Napoli, 15 gennaio 1879 – New York, 9 luglio 1975) è stato un mafioso statunitense, di origini italiane.
Ha collaborato con la mafia di New York durante il proibizionismo.

## Biografia
Emigrato a New York da giovane, nel 1898 si è unito alla Five Points Gang ricoprendo piccoli ruoli di manovalanza. 
Dieci anni più tardi, ha iniziato a lavorare nel contrabbando di alcolici con il sostegno di molti gangster, tra cui Dutch Schultz. 
Intorno al 1920 ha creato una sua piccola organizzazione nel cuore di Manhattan dedita al racket della prostituzione e al contrabbando di liquori. 
Nel 1933 ha lasciato ogni attività criminale dopo l'omicidio del suo socio in affari. In seguito ha collaborato con la giustizia denunciando alcuni membri della famiglia Genovese; è sepolto presso il Saint John's Cemetery nel Middle Village, Queens.
Nel 1958 la Random House ha pubblicato una sua biografia.